# Suga-Suga
Suga-Suga is een bestuurslaag in het regentschap Tapanuli Tengah van de provincie Noord-Sumatra, Indonesië. Suga-Suga telt 1131 inwoners (volkstelling 2010).